# فصل خشک

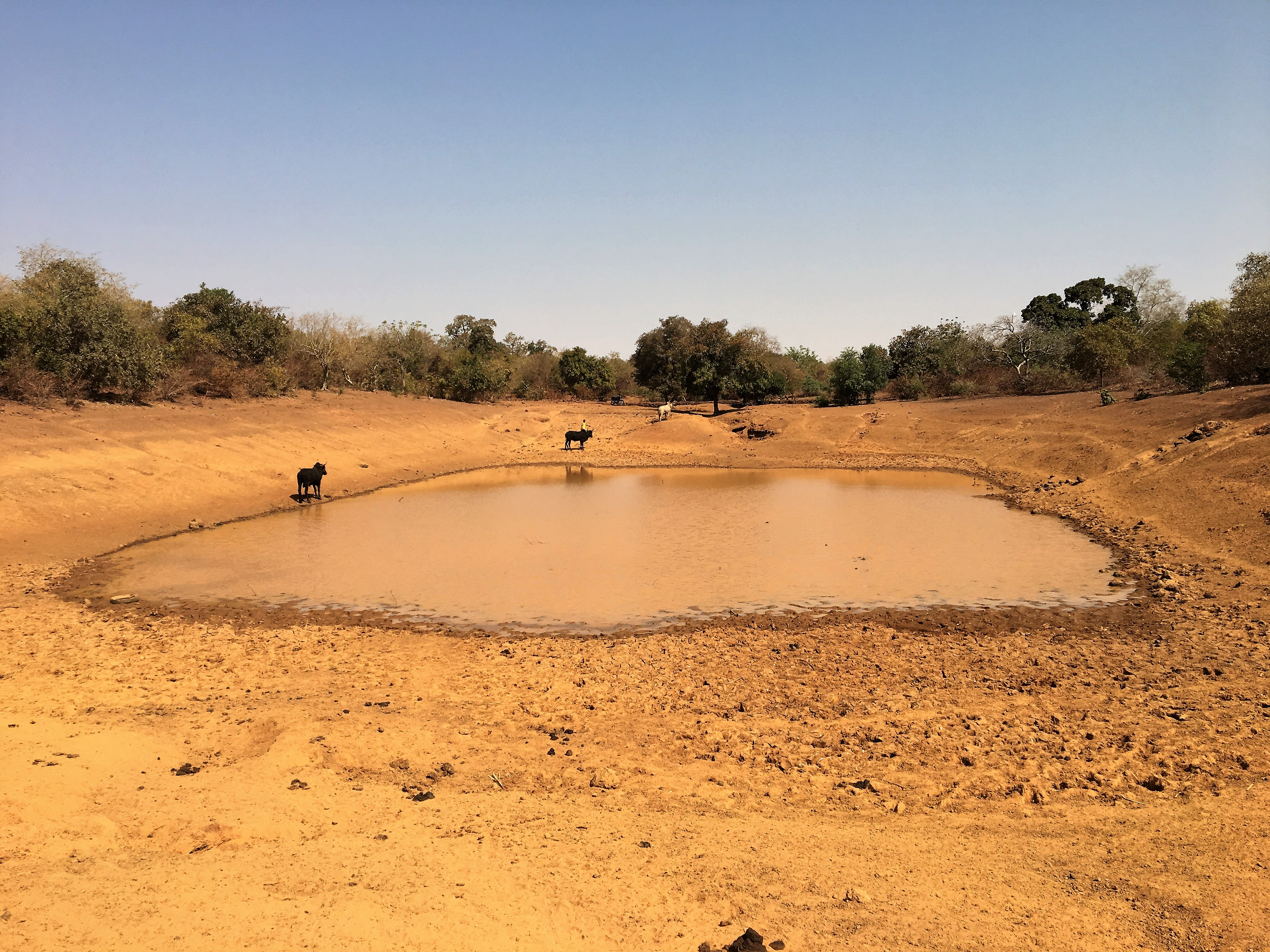
نمایی از طبیعت فصل خشک در اطراف بوگونام در کشور بورکینافاسو

فصل خشک به دورهٔ کم باران سالانه در مناطق گرمسیری می‌گویند. طبق سامانه طبقه‌بندی اقلیمی کوپن، در اقلیم گرمسیری فصل خشک هنگامی تعریف می شود که میزان بارش کمتر از ۶۰ میلی‌متر در ماه باشد.